# 芋沢川
芋沢川（いもざわかわ）は、宮城県仙台市青葉区を流れる名取川水系広瀬川支流の一級河川である。江戸時代には沢内川と呼ばれていた。

## 地理
宮城県仙台市青葉区芋沢地区北部の奥羽山脈の東の山中に源を発し南東に流れ、JR陸前落合駅付近で広瀬川に合流する。
源流は標高200から300メートルほどで低く、すぐに渓流から脱して両岸に平地を持つ。この平地は広瀬川の河岸段丘で、水田に利用されており、広瀬川中流域では最大の農業地帯である。低い丘の部分に住宅地がある。水田・ため池が多く、広瀬川本流や他の支流と比べて降雨による流量の変動が比較的少ないという特徴を持つ。

## 環境
宅地化が進み一時期水質が悪化したが、後に回復している。支流の赤坂川の上流には赤坂温泉があって、その成分も水質に影響を与えている。2011年度の調査で、最下流部の生物化学的酸素要求量(BOD)75%値は 0.9 mg/L、2018年度には1.0mg/Lであった。

## 支流
- 蒲沢川
- 赤坂川

## 橋梁
- 白坂橋
- 洞ノ口橋
- 中居橋
- 寺下橋
- 宿橋
- 七子田橋
- 開新橋
- 新綱木橋
- 芋沢橋 - 国道457号
- 明仙橋
- 小川橋 - 宮城県道55号定義仙台線、定義街道